# (39729) 1996 XD
1996 أكس دي (ويعرف أيضًا باسم (39729) 1996 أكس دي وفق تسمية الكوكب الصغير) (بالإنجليزية: 1996 XD)‏ هو كويكب ضمن حزام الكويكبات؛ وترتيبه 39729 من حيث الاكتشاف.
اكتُشف هذا الجُرم الفلكي بواسطة تاكيشي أوراتا ‏ في 1 ديسمبر 1996.

## وصلات خارجية
- (39729) 1996 XD في قاعدة بيانات مختبر الدفع النفاث لأجرام النظام الشمسي الصغيرة

- الاكتشاف · مخطط المدار ·  العناصر المدارية · المعلمات المادية

- (39729) 1996 XD على موقع ويكي سكاي: DSS2, SDSS, GALEX, IRAS, Hydrogen α, X-Ray, Astrophoto, Sky Map, Articles and images